# A vent'anni è sempre festa
A vent'anni è sempre festa è un film del 1957 diretto da Vittorio Duse.
La pellicola ha come protagonisti Luisa Rivelli, Memmo Carotenuto, Adriana Benetti e Nunzio Gallo.

## Trama
Al termine dell'anno scolastico di una scuola agraria, gli studenti decidono di allestire un varietà con la collaborazione del signor Anastasi, segretario della scuola, che ha sempre sognato la carriera attoriale ed è dotato di una bellissima voce. Da ciò nasce l'opportunità di fare una tournée che viene organizzata da Lauro Carli, che spera di poter ricavare un ottimo guadagno economico. Ma Anastasi torna realista per non abbandonare la fidanzata ammalata, e va a lavorare i campi, rinunciando al suo sogno.

## Colonna sonora
Tutte le sei canzoni del film sono cantate da Nunzio Gallo:
- Addio sogni di gloria (Carlo Innocenzi - Marcella Rivi)
- Canzone appassionata (E. A. Mario)
- Palummella (Furio Rendine - De Crescenzio)
- Santa Lucia lontana (E. A. Mario)
- Vecchia Roma (Ruccione - Martelli)
- Motori e lavoro (Giovanni Militello - Astromari)